# Episodi di The 20th Century-Fox Hour (seconda stagione)
La seconda stagione della serie televisiva The 20th Century-Fox Hour è andata in onda negli Stati Uniti dal 3 ottobre 1956 al 12/Jun/1957 sulla CBS.
| nº | Titolo originale         | Prima TV USA     |
| -- | ------------------------ | ---------------- |
| 1  | Child of the Regiment    | 3 ottobre 1956   |
| 2  | Stranger in the Night    | 17 ottobre 1956  |
| 3  | The Money Maker          | 31 ottobre 1956  |
| 4  | Smoke Jumpers            | 14 novembre 1956 |
| 5  | The Last Patriarch       | 28 novembre 1956 |
| 6  | Men Against Speed        | 12 dicembre 1956 |
| 7  | Operation Cicero         | 26 dicembre 1956 |
| 8  | End of a Gun             | 9 gennaio 1957   |
| 9  | False Witness            | 23 gennaio 1957  |
| 10 | Springfield Incident     | 6 febbraio 1957  |
| 11 | Man of the Law           | 20 febbraio 1957 |
| 12 | City in Flames           | 6 marzo 1957     |
| 13 | Deadline Decision        | 20 marzo 1957    |
| 14 | The Still Trumpet        | 3 aprile 1957    |
| 15 | Men in Her Life          | 17 aprile 1957   |
| 16 | Deep Water               | 1º maggio 1957   |
| 17 | The Great American Hoax  | 15 maggio 1957   |
| 18 | Threat to a Happy Ending | 29 maggio 1957   |
| 19 | The Marriage Broker      | 12 giugno 1957   |

## Child of the Regiment
- Prima televisiva: 3 ottobre 1956
- Diretto da: Lewis Allen
- Scritto da: James Edmiston, DeWitt Bodeen

### Trama
- Guest star: Candace Lee (Mari), Louise Arthur (Mrs. Carsten), Robert Preston (capitano Bob Walner), Gary Hunley (Tommy Carsten), John Close (MP), Katherine Warren (Mrs. Jamison), Grace Lem (Mrs. Yamoto), Reba Waters (Alice Carsten), Everett Sloane (maggiore Carsten), Paul Birch (Provost Marshall), Grandon Rhodes (colonnello Jamison), Teresa Wright (Janice Walner)

## Stranger in the Night
- Prima televisiva: 17 ottobre 1956
- Diretto da: Lewis Allen
- Scritto da: DeWitt Bodeen
- Soggetto di: R.A. Dick

### Trama
- Guest star: Queenie Leonard (cameriera), Mary Flynn (Mrs. Eaton), Ashley Cowan (Enquiries), Keith Hitchcock (Commuter), Tom Conway (Craig Eaton), Michael Wilding (capitano Robert Wilton), Joan Fontaine (Lynne Abbott), Philip Tonge (Smythe), Elsa Lanchester (Ida Perkins), Jack Raine (Royce)

## The Money Maker
- Prima televisiva: 31 ottobre 1956
- Diretto da: Jerry Thorpe
- Scritto da: Charles O'Neal
- Soggetto di: Robert Riskin

### Trama
- Guest star: Irene Seidner (Rosie), Judson Pratt (MacIntyre), James Burke (Tuttle), Mario Siletti (Joe), Rachel Stephens (Secretary), Marilyn Hare (Miss Gallagher), Ainslie Pryor (James Lee), Carleton G. Young (assistente del procuratore distrettuale), Albert Carrier (Carlos Mansini), Spring Byington (Mrs. Miller), Terry Moore (Ann Winslow), Rusty Lane (Mitchell), Will Wright (giudice O'Neill), Robert Sterling (Steve Buchanan)

## Smoke Jumpers
- Prima televisiva: 14 novembre 1956
- Diretto da: Albert S. Rogell
- Scritto da: Clark Reynolds
- Soggetto di: Harry Kleiner

### Trama
- Guest star: Don Kennedy (Peterson), Richard Jaeckel (Ed Miller), Joan Leslie (Peg), Bobs Watson (Farnum), Robert Armstrong (Pop), Robert Bray (Mike Miller), Dean Jagger (Chief Fred Anderson), Dan Duryea (Cliff Mason), Lawrence Dobkin (Sparks), Brett Halsey (Copter Pilot)

## The Last Patriarch
- Prima televisiva: 28 novembre 1956
- Diretto da: Lewis Allen
- Scritto da: Maurice Zimm

### Trama
- Guest star: Lyle Latell (guardia di Prison), John Cassavetes (Max Markheim), Virginia Leith (Irene Bennett), Marilyn Saris (Maria), Walter Coy (pubblico ministero), John Bleifer (Lappin), Howard Hoffman (giudice), Ruth Storey (Woman Juror), Angela Greene (Elaine Markheim), Walter Slezak (Emil Markheim), Leonard Bremen (cameriere), Vince Edwards (Carl Markheim), Alexander Scourby (Joe Markheim), Lisa Golm (donna)

## Men Against Speed
- Prima televisiva: 12 dicembre 1956
- Diretto da: Albert S. Rogell
- Scritto da: John Robinson

### Trama
- Guest star: Rick Jason (Hank Adams), Frank Yaconelli (Mario), Farley Granger (Steve Adams), Mona Freeman (Helen Archer), Denver Pyle (Charley), Nico Minardos (Pinelli), Regis Toomey (Sam Adams), Peter Marshall (Mechanic)

## Operation Cicero
- Prima televisiva: 26 dicembre 1956
- Diretto da: Hubert Cornfield
- Scritto da: Ben Frazier, Jr.

### Trama
- Guest star: Walter Kingsford (Under Secretary), Beppy de Vries (Turkish Charwoman), Ricardo Montalbán (Cicero/Diego), Romney Brent (Sir Frederic), Gregory Gaye (Kaltenbrunner), Maria Riva (Anna), Peter Lorre (Moyzisch), Ivan Triesault (Steuben), Alan Napier (Travers), Eduard Franz (Von Richter), Leon Askin (Siebert), Gavin Muir (MacFadden)

## End of a Gun
- Prima televisiva: 9 gennaio 1957
- Diretto da: Lewis Allen
- Scritto da: Sam Peckinpah

### Trama
- Guest star: Lyle Bettger (Mark), Marilyn Erskine (Peggy), John Drew Barrymore (Hunt), Alix Talton (Molly), Frank Ferguson (Gus), John Cliff (2nd Brother), Richard Crane (Clark), Frank Sully (Jake), Michael Landon (Eddie), Jamie Farr (Pablo), Richard Conte (Jimmy Ringo), Peter Brocco (Chuck), Maudie Prickett (Mrs. Pennyfeather), Mort Mills (1st Brother), Richard Collier (Todd), Percy Helton (Barber), Jim Hayward (Charlie), Jimmy Baird (Jimmy), Carl Benton Reid (Marlowe)

## False Witness
- Prima televisiva: 23 gennaio 1957
- Diretto da: Bernard Girard
- Soggetto di: Jay Dratler, Jerome Cady

### Trama
- Guest star: Dennis McCarthy (pubblico ministero), Barry Macollum (Brannigan), Morris Ankrum (Henry), Grant Richards (John Clayton), Paul Birch (John Albertson), Jean Carson (Ethel Marzack), Ian MacDonald (Mike Dukovnik), Fred MacMurray (Peterson), Mack Williams (Warden), Robert H. Harris (Barney Davis), Claude Akins (Anton Budenieff), Gage Clarke (Elwood Allan), Lisa Golm (Tessie Vardosch), Joe Mantell (Leo Vardosch), Natalie Norwick (Gloria Vardosch)

## Springfield Incident
- Prima televisiva: 6 febbraio 1957
- Diretto da: Lewis Allen
- Scritto da: Maurice Zimm

### Trama
- Guest star: Frank Sully (Scrub White), Kathy Case (Sarah), Helen Westcott (Mary Todd), Lloyd Corrigan (giudice), Walter Coy (Stephen Douglas), Marshall Thompson (Matt Clay), Craig Hill (Adam Clay), Ann Harding (Abigail Clay), Tom Tryon (Abraham Lincoln), Ray Teal (sceriffo), Carl Benton Reid (pubblico ministero), Alan Hale, Jr. (Palmer Cass), Alex Gerry (John T. Stuart)

## Man of the Law
- Prima televisiva: 20 febbraio 1957
- Diretto da: Lewis Allen
- Scritto da: David Lang
- Soggetto di: Joseph Petracca, Frank Fenton

### Trama
- Guest star: Denver Pyle (Lester), Constance Ford (Lily Montrose), Johnny Washbrook (George), Wendell Corey (Sam Land), Ron Randell (Earl), Robert Griffin (barista), Trevor Bardette (Aikens), Clancy Cooper (Blacksmith), Holly Bane (Wilkes), Percy Helton (giudice circoscrizionale), William Challee (Malette), Sean McClory (Shawn Casey), Robert Foulk (Clovis), Marsha Hunt (Mary Land)

## City in Flames
- Prima televisiva: 6 marzo 1957
- Diretto da: Albert S. Rogell
- Scritto da: Kitty Buhler

### Trama
- Guest star: Kevin McCarthy (Jack O'Leary), Anne Jeffreys (Belle), Jack Albertson (Rod Mathews), Lurene Tuttle (Molly O'Leary), Jeff Morrow (Liam O'Leary), Roland Winters (Gil Warren), Frank Wilcox (Chairman)

## Deadline Decision
- Prima televisiva: 20 marzo 1957
- Diretto da: Lewis Allen
- Scritto da: Leo Lieberman

### Trama
- Guest star: David Bond (reverendo Hammond), Josephine Hutchinson (Mildred), Jay C. Flippen (Chief Swanson), Charles Bickford (John Macready), Vivi Janiss (Margaret), John Eldredge (Bill Smythe), Arthur Franz (Ben Macready), Whit Bissell (George Elgin), Sydney Smith (Harry Brent), Herb Vigran (Joe), Thomas Browne Henry (Bill Hilliard), Robert Osterloh (Tom Robinson), Barney Phillips (Parkman)

## The Still Trumpet
- Prima televisiva: 3 aprile 1957
- Diretto da: Lewis Allen
- Scritto da: Curtis Kenyon, Frank Nugent, Casey Robinson

### Trama
- Guest star: Dan Riss (Doc MacGowan), Ed Kemmer (Lt Adams), James Griffith (sergente Pickens), Patrick McVey (sergente Duffy), Dale Robertson (Tucker), Carol Ohmart (Nancy), Grandon Rhodes (capitano Stanley), Regis Toomey (Ephraim Strong), Victor Jory (maggiore Kenniston), Douglas Dick (Bradford)
- L'episodio è un rifacimento del film Due bandiere all'ovest.

## Men in Her Life
- Prima televisiva: 17 aprile 1957
- Diretto da: Lewis Allen
- Scritto da: Kitty Buhler

### Trama
- Guest star: Sheila Bromley (Helen Roberts), Kendall Scott (Dan Hopkins), Gertrude Michael (Kate), Phyllis Kirk (Barbara Sherwood), Beverly Washburn (Kate) (a Child), Richard Hale (Mr. Steel), Ann Doran (Miss Cartwright), Parley Baer (Ralph Roberts), Sydney Smith (Dewey Roberts)

## Deep Water
- Prima televisiva: 1º maggio 1957
- Diretto da: Roy Delruth
- Soggetto di: John Tucker Battle

### Trama
- Guest star: Mike Sargent (Ferrino), Michael Galloway (Coxswain), Steve McQueen (Kinsella), Richard Arlen (Vincent), Ken Clark (Sleepy), Barry Coe (Pappy Creighton), Charles Tannen (dottore), Richard Gardner (Hodges), James Whitmore (Jake Flannigan), Ralph Meeker (comandante John Lawrence), Steve Mitchell (Canarsie)

## The Great American Hoax
- Prima televisiva: 15 maggio 1957
- Diretto da: Don Weis
- Scritto da: Devery Freeman
- Soggetto di: Paddy Chayefsky

### Trama
- Guest star: Jesse White (George), Jerry Paris (Joe Elliot), Conrad Nagel (William T. Stinson), Walter Abel (McKinley), Ed Wynn (John Hodges), Ray Walker (Ragell), Richard Deacon (Paul Erickson), Larry J. Blake (Schmidt), Ned Glass (Irwin), Benny Rubin (2nd Chess Player), Kathleen Crowley (Alice)

## Threat to a Happy Ending
- Prima televisiva: 29 maggio 1957
- Diretto da: William D. Russell
- Soggetto di: William Fay

### Trama
- Guest star: Kay Faylen (Janice), Lori Nelson (Cathy Devlin), Horace McMahon (Rick Vega), Ray Boyle (Joe Bryant), Carol Nugent (Anne), Janet Parker (Martha), Rudy Lee (Chuck), Alfred Linder (Herman Schlemmer), Susan Seaforth Hayes (Ellie), Norman Alden (Frank Fallom), Mabel Albertson (Mae Devlin), Jean Byron (Wilma Standish), Than Wyenn (Freddie Ames), William Bendix (capitano George Devlin), Gene Barry (tenente Eddie Pfeiffer)

## The Marriage Broker
- Prima televisiva: 12 giugno 1957
- Diretto da: Lewis Allen
- Scritto da: Joseph Calvelli

### Trama
- Guest star: Liz Hunter (Hazel Gringas), Veda Ann Borg (Alice), William Bishop (Matt Hornbeck), Lee Patrick (Emmie Swazey), Lloyd Corrigan (capitano Sam), Roy Roberts (Dan Chancellor), Jesse White (Doberman), Harry Morgan (Mike Feeney), Glenda Farrell (Mae Swazey), Ellen Corby (Minerva Comstock), Parley Baer (George Wixted), Kipp Hamilton (Christina Bradley), Joanna Lee (commessa)